# Motorcsuna
A Motorcsuna (oroszul: Моторчуна) folyó Oroszország ázsiai részén, Jakutföldön, a Léna bal oldali mellékfolyója.

## Földrajz
Hossza: 423 km, vízgyűjtő területe: 9250 km².
A Közép-szibériai-fennsík északkeleti peremén ered. Kezdetben északkelet felé, majd délkelet felé fordulva kanyarog a fennsík szélén, az északi sarkkörön túl. Elhagyatott, néptelen vidéken, cserjékkel, többfelé fűzfabokrokkal benőtt területen folyik. Medre szinte teljes hosszában sekély. A kavicsos partokat az alsó folyáson homokos-iszapos partok váltják fel. A Munával csaknem azonos helyen ömlik a Lénába, 606 km-re ennek torkolatától.
Október közepén befagy és május végén – június elején szabadul fel a jég alól.
Bal oldali mellékfolyója a Kuogasz-Ulujbut-Motorcsuna (Куогас-Улуйбут-Моторчуна, 132 km) és a Bjuger-Jureh (Бюгэр-Юрэх, 147 km).